# فالينزانو
فالينزانو (بالإيطالية: Valenzano)‏ هي بلدة وبلدية في مقاطعة باري في إقليم بوليا في جنوب إيطاليا.

## السكان
في سنة 1861 بلغ عدد السكان 3٬816 نسمة، وتطور العدد ليصل في سنة 2011 لـ 17٬897 نسمة.
يظهر هذا المخطط البياني تطور النمو السكاني لـ فالينزانو